# Tulasnella aggregata
Tulasnella aggregata é uma espécie de fungo pertencente à família Tulasnellaceae.